# 俠盜獵車手Online
《俠盜獵車手Online》是一款由Rockstar North開發，Rockstar Games發行的動作冒險遊戲，是《俠盜獵車手V》的線上模式。最初的「故事」時間線設定在故事模式開始的數個月前，但隨著遊戲內容的擴增與改版，時間線從2017年開始與現實同步。该游戏在2013年10月1日登陸Xbox 360和PlayStation 3平台，Rockstar Games自开放服务器以来也更新了各式免费DLC。
2025 年 3 月 4 日晚， Rockstar 宣布为 PC 用户推出 GTA Online 增强版，可用于 Rockstar Games Launcher , Steam 及 Epic Games 。
Rockstar 宣称“此升级引入了此前仅在最新一代主机上可用的功能，并对现代 PC 版游戏体验与性能进行了优化。已拥有 PC 版 GTA 5 的玩家可免费升级至这一新版本，并能迁移您的故事模式和在线模式进度，而首次在 PC 上体验 GTA 5 和 GTA 在线模式的玩家在购买时，将获得此新版本（GTA 5 增强版）以及原版（GTA 5 传承版）。 ”

## 游戏内容
线上模式的活动自由度比故事模式更高。玩家初次进入游戏可选择角色的性别，并自由编辑和风格化自己的角色，也有各种服饰及其个性化动作供选择。玩家也可以拥有多处标准资产（如公寓、车库等）来作为安全屋和存放自己购买的载具。截至2022年7月26日的更新，玩家拥有标准资产的上限已增至10个。玩家在一个平台最多可拥有两个角色，且游戏财产共通。在早期，只要注册并登陆Rockstar Games Social Club，即可在不同平台上用相同的人物且不會有損失，現已取消。

虚拟岛屿佩里科岛的鳥瞰圖

自由战局相比故事模式少了一些细节，比如为了避免网络负担过大而移除所有动物、减少汽车流量等。玩家可以像故事模式一样自由探索圣安地列斯，亦可与其他玩家互动、驾驶载具进行“即时竞速”，或者一起完成自由模式活动（如“商战”任务或各式挑战），甚至自由攻击，进行“单挑死鬥”等。玩家也可以在Social Club上创建自己的帮会或加入最多5个帮会，与同帮会成员在战局一起进行活动。
线上模式中一共有5种战局供玩家选择，每个战局上限30人：
- 公开战局：所有玩家都可进入的战局，且只有此战局與邀請戰局可进行下文提到的贩卖活动；
- 帮会战局：所属帮会成员可以进入的战局，可容纳2-4个帮会；
- 私人帮会战局：只允許與房主所属同一帮会的成员可以进入的战局；
- 好友战局：只允许房主及其好友进入的战局；
- 邀请战局：只允许房主及其邀请的好友进入的战局，且只有此战局與公開戰局可进行下文提到的贩卖活动；
- 单人战局：此战局只有房主独自进入，且活动限制比上述战局要严格，比如不可成立CEO或摩托帮等。该战局在《洛圣都毒品战》更新中被移除。

在时间设定上，GTAOnline时间线早于线下模式，从2017年军火霸业DLC更新开始，时间线与现实同步。而随着游戏的逐年更新，玩家可发展自己的“地下生意”，包括出口货物或车辆、走私毒品、贩卖军火等。在线上模式中，还有大量差事供玩家游玩，玩家可在主菜单选择进入小型任务，包括但不限于联系人差事、对抗模式及各种竞速；也可以购买游戏厅、虎鲸等特殊资产，用于与其他玩家合作开展抢劫等大型任务。
游戏一般逢每周四（或周二）进行小型更新，通常提供部分双倍或三倍差事以及打折物品，也会应时进行独立日、万圣节及圣诞节特殊活动，推出限时任务、载具、服饰等。

### 个人载具
载具作为游戏中的一个主要元素，线上模式中的载具及其系统机制逐渐完善。个人载具管理方面，相比故事模式中没有任何对个人载具的保护措施，在線上模式中，玩家拥有载具皆有“汽车全险”，如果载具被毁即可呼叫游戏中的“共荣保险”公司来提回载具。个人载具一般通过打电话呼叫“技工”来帮助送达，在不需要或者需要替换载具的时候可在菜单中选择“送回载具至车库”。
随着游戏的更新，线上模式有着各式载具可供选择及改装，涵盖了超级跑车、跑车、肌肉车等多达22个种类。而在《名钻赌场豪劫》更新之后，玩家还可以体验开轮式赛车并参与相应的竞速赛事。玩家也可以根据游玩任务需要选择有着装甲、或者自带机枪及制导导弹武装，甚至是有着悬浮、两栖或喷射加速能力的特殊车辆。游戏中亦出现了以大众文化元素为原型的载具，例如灭世暴徒2000（美剧《霹雳游侠》中的KITT）、德罗索（《回到未来》系列中的迪罗伦时光机）、凯撒大帝（《疯狂的麦克斯》系列中的Pursuit Special）等。在日后的更新中，游戏里亦出现了不少可客製化的飞机及直升机，玩家可购置机库来存放并添加改装工坊来改装及武装化部分飞行载具。除此之外还有“载具资产”，此类载具造型庞大，但可以帮助玩家游玩或完成其它任务。

## 游戏角色

### 线上模式登場的故事模式角色
- 莱斯特·克瑞斯特（Lester Crest）：抢劫团队首脑，黑客天才。也是线上抢劫任务的主要发起人。玩家也可在自由模式中联系他来消除通缉等级或请求差事。在2015年更新的抢劫任务DLC中，他策划玩家洗劫了西海岸的一家全福银行和太平洋标准银行；在2017年更新的末日豪劫DLC中，他率领玩家为埃万赫兹收集数据，在埃万赫兹站到众人对立面后又指挥玩家消灭埃万拯救世界；在2019年更新的名钻赌场豪劫DLC中，他再度出山，与玩家联手洗劫了洛圣都戒备森严的名钻赌场金库，事成后正式退休，与陈乔治娜恋爱。
- 崔佛·菲利普（Trevor Philips）：故事模式主角之一，在大型任务《首轮募资》中与小罗作为发起人，指派玩家窃取毒品并给予报酬。他也是联系人差事发起人之一。由于其配音演员与R星不再合作，因此后续DLC肯定不会有他的戏份。
- 罗纳多·雅考斯基（Ronald "Ron" Jakowski）：绰号“小罗”，崔佛的老友。在玩家购置机库资产之后，他会以助理身分提供玩家窃货出货的消息。
- 拉玛·戴维斯（Lamar Davis）：富兰克林·克林顿的死党，与富兰克林同属张伯伦帮。他是在玩家初入线上模式时第一位出现的角色，来指导新手玩家熟悉游戏流程。在后面发展中，也可以付钱给他请抢匪来抢其他玩家的钱或进行他发起的任务（大部分工作为捣乱敌对帮派和窃毒的任务）。
- 佩奇·哈里斯（Paige Harris）：技术颇高的黑客，深受莱斯特赏识并经常合作。她也是载具资产“恐霸”的开发者。
- 西米恩·叶塔瑞安（Simeon Yetarian）：车店老板。在自由战局中，他会给玩家发送“出口车请求”的信息指派玩家偷取目标车辆并送达目的地，然而这就意味着玩家需要摆脱两星通缉，且相比而言改装铺的外贸出口载具利润更丰厚，因此没有多少人会帮他偷。他也是联系人差事发起人之一。
- 马丁·玛德拉索（Martin Madrazo）：墨西哥黑帮老大，会指派玩家差事并给予报酬。他也是联系人差事发起人之一。
- 帕特丽夏·玛德拉索（Patricia Madrazo）：马丁·玛德拉索之妻，常与儿子米格尔及好友在赌场地下夜总会“音乐柜”一同玩乐。
- 雷兹罗·琼斯（Lazlow Jones）：前《出名或出丑》综艺主持人，现在玩家购置的夜总会中工作。
- 陈陶：三合会组织老大陈伟之子，前名钻赌场度假村老板。香港人。
- 吉米·迪圣塔（Jimmy De Santa）：麦克·迪圣塔之子，在玩家购置的游戏厅里打杂工。
- 富蘭克林·克林頓（Franklin Clinton）：故事模式主角之一，在購買事務所之後與玩家聯絡，劇情中顯示他已經有家室（從劇情中已經知道他與塔妮莎結婚，並有了小孩），他也是联絡人差事發起人之一，後續任務中玩家會因為吸入過量大麻而附身在富蘭克林和拉玛來執行任務。

### 首次于线上模式登场的角色
- 杰拉德（Gerald）：拉玛·戴维斯的合作伙伴，毒贩。他也是联系人差事发起人之一，一般会指派玩家窃取毒品并给予报酬。他在故事模式中只在“全都露”社交网出现，从未露面。
- 探员14（Agent 14）：特工，秘密行动组织头子。曾策划营救拉什科夫斯基和渗透人道研究实验室等行动；在《末日搶劫》中被反派埃文·赫兹利用，使其有机可乘潜入莱斯特团队，因而被莱斯特等人指责。他也是军火贩卖的发起人，在玩家购置地堡后，他会协助玩家提供原材料信息或出货事宜。
- 马克西姆·拉什科夫斯基（Maxim Rashkovsky）：俄罗斯科学家，因间谍罪入狱。但探员14认为他在以后行动中仍有用处，遂联合玩家将其救出监狱。
- 艾维·施瓦兹曼（Avi Schwartzman）：曾与莱斯特合作的古怪黑客，被玩家解救后在太平洋标准银行差事中发挥至关作用。
- 埃文·赫兹（Avon Hertz）：亿万科技大亨。表面与莱斯特等人合作，实质上为引发核战争而不择手段，是《末日搶劫》中最大反派。实力强大，建立了人工智能“克利福德”，且手下还有一支克隆军队。
- 克利福德（Cliffford）：埃文·赫兹创造的人工智能。
- 波格丹（Bogdan）：“恐怖分子”。前俄罗斯特工，因来到洛圣都进行渗透行动而一度被认为是幕后黑手，但实际上是为了阻止埃文·赫兹引发核战而来。因波格丹危机流程相对简单且来钱容易，波格丹被线上模式玩家称为“财神爷”之一。
- 英国人戴夫（English Dave）：托尼·普林斯的合作伙伴，协助玩家与托尼建立夜总会。
- 阿兰·杰罗姆（Alan Jerome）:《竞技场之战》节目创始人兼主持人。
- 巴厄尼（Bryony）：阿兰·杰罗姆的私人助理。
- 阿加莎·贝克（Agatha Baker）：名钻赌场总经理。
- 汤姆·康纳斯（Tom Connors）：名钻赌场客服总监。
- 文森特（Vincent）：前名钻赌场保安主管，现在罗克福德广场工作，为报复杜根家族对自己的所作所为，给玩家透露了赌场监控摄像头位置。
- 艾弗利·杜根（Avery Duggan）：得克萨斯人，杜根犯罪家族头子，一度对新建立的名钻赌场度假村造成威胁。
- 桑顿·杜根（Thornton Duggan）：艾弗利·杜根的姪子。在说服陈陶转让名钻赌场给他并寻求玩家帮助杀死艾弗利之后，成为名钻赌场的老板。
- 陈·乔治娜（Georgina Cheng）：陈陶的胞妹，黑客。在成功策划名钻赌场抢劫后与莱斯特相爱，被线上模式玩家称为“财神奶奶”。
- 胡安·史崔克勒（Juan Strickler）：德裔哥伦比亚人，绰号“金发老大”（El Rubio），是全世界最臭名昭著的大毒枭。于加勒比海海域有一座私人岛屿，名为佩里科岛，进行制毒贩毒等工作，亦有重兵把守。此人被线上模式玩家称为“财神爷”、“大慈善家”。
- 米格尔·玛德拉索（Miguel Madrazo）：马丁·玛德拉索之子。由于“金发老大”握有其家族的把柄，现求助玩家潜入佩里科岛并夺回关键文件。
- 帕维尔（Pavel）：俄罗斯人，为逃避通缉长年躲在“虎鲸”核潜艇上生活兼潜艇的艇长，在玩家购置该潜艇后将该职交给玩家，平时则作为副手打理潜艇事务。他也是佩里科岛抢劫的策划人之一。
- 咪咪：洛圣都车友会（LS Car Meet）的组织者，负责打理会内事务。
- 席桑达（Sessanta）：KDJ（即穆迪曼）的女友，在玩家的改车铺担任首席技工，也是“合约任务”的发起人。
- 小迪：席桑达的表弟。在玩家改车铺的“监狱合约”任务中，故意制造帮派混战并去警局自首，入狱后调查暗杀目标在狱内的下落，在玩家完成暗杀后被解救。
- 伊瑪尼（Imani）：富蘭克林·克林頓和拉瑪·戴維斯的家庭主婦佩莉的女兒。 她是一名駭客，並於 2021 年開始在富·克林頓和合夥人機構工作。
- 達克斯（Dax）：是癮家軍的領導者，他們也被稱為愚樂幫。 在遇到玩家之前，他們希望透過在聖安地列斯的布雷恩郡開店來確立自己的地位。

### 常驻角色
- 行政助理（Executive Assistant）：玩家购置办公室后出现的角色，协助玩家进行相关任务。性别可选。
- 车库技工（Garage Mechanic）：帮助玩家运送个人载具的角色。早期有露面，但出现各种技术问题（如在运送过程中损坏车辆，玩家坐上运送来的车会被认为是抢的并被通缉等），遂在之后的更新中被取消，现以直接把车刷在玩家附近替代之。
- 本尼：本尼原创汽车工坊创办人兼技工。
- 扎克·尼尔森（Zach Nelson）：摩托帮会所技工。
- 查理·里德（Charlie Reed）：机库技工，后与玩家组建洛圣都天使军团以清除梅利威瑟势力。
- 切斯特·麦考伊（Chester McCoy）：地堡技工兼武器专家。
- 萨沙·叶塔瑞安（Sacha Yetarian）：西米恩·叶塔瑞安的姪子，为竞技场工坊技工。喜好听铁克诺音乐，常戴着耳机工作。
- 温蒂：酒保，在玩家的街机铺工作，提供酒水与零食。
- 菲利佩（Felipe）：名钻赌场服务员，为玩家提供泊车服务。
- 露沛：特種貨物倉庫員工，可以為玩家獲取特種貨物。
- 穆特：愚樂幫成員，迷幻劑藥廠員工，可以為玩家獲取迷幻劑。
- 公雞麥格羅（Rooster）：機庫員工，可以為玩家獲取空運貨物

### 线上模式登场的前作角色
- 布鲁斯·基布兹（Bruce Kibbutz）：《侠盗猎车手IV》角色，于线上模式中向玩家兜售公牛鲨睾固酮，也是陈陶的私人健身教练。
- 馬爾可（Malc）：馬爾可是自由市上城摩托幫俱樂部的成員。到 2013 年，馬爾可搬到了聖安地列斯州，在那裡他幫助將玩家介紹給摩托幫俱樂部。
- 托尼·普林斯（Tony Prince）：绰号“酷男托尼”（Gay Tony），《俠盜獵車手：酷男之歌》角色，是自由市中的知名夜店主持，现来到洛圣都与玩家一同经营夜总会。

### 以现实身分出演的游戏角色
- 在2018年7月24日发行的DLC《不夜城》中，有四组音乐人加入游戏。玩家可从中选择作为自家夜总会常驻DJ来提升人气，角色如下：
  - 索洛蒙（英语：Solomun_(musician)）：本名Mladen Solomun，波黑裔德国DJ。
  - 我们的故事（英语：Tale of Us (DJs)）：意大利DJ双人组，成员有与。
  - 迪克森（英语：Dixon (DJ)）：本名，德国DJ。
  - 黑色圣母（英语：The Black Madonna）：本名，美国DJ。
- 在2020年12月15日发行的DLC《佩里科岛抢劫任务》中，有更多音乐人加入游戏，角色如下：
  - 穆迪曼（英语：Moodymann）：美国DJ。本名，故在场外一般称他为KDJ。他在之后的《洛圣都改装车》DLC后成为游戏的要角之一，在改装铺“合约任务”中为玩家提供服务客户。此人虽和玩家有合作，但因为在语音里经常说脏话、辱骂玩家、和席桑达发情等行为，玩家恨不得将其除之而后快。
  - 基内姆西克（Keinemusik）：德国DJ三人组，成员有亚当·波特（Adam Port）、&Me（德语：&Me）与拉姆帕（Rampa）。
  - 棕榈草（Palms Trax）：本名，德国DJ。
- 在2021年12月15日发行的DLC《合约》中，原本在《佩里科岛抢劫任务》中客串的音乐人加入游戏，角色如下：
  - Dr. Dre：美国饒舌歌手、音樂製作人，被线上模式玩家称为“四号财神爷”。
  - DJ Pooh（英语：DJ Pooh）：本名马克·乔丹（Mark Jordan），美国饒舌歌手、音樂製作人。
  - 斯科特·斯托奇（英语：Scott Storch）：美国音樂製作人、词曲作者。

## 发展

### 线上模式与故事模式區別化
故事模式与以往作品不同，没有相应DLC的出现，更多的只与线上模式同步线上载具，在2015年的《不义之财更新之（二）》之后即停止同步，后面只有少有的同步武器及音乐电台。在在线模式推出后不久，便有用户通过数据挖掘发现了指向故事模式DLC的痕迹，但是一直未推出。最終在2017年證實已取消线下模式DLC計畫，当时接受采访的Rockstar设计总监伊姆蘭·薩爾瓦爾（Imran Sarwar）表示：
对于《侠盗猎车手V》来说，这款单人游戏绝对是庞大且完整的，它就是一个三合一游戏。次世代版本也花费了所有人一年的时间使其进入正轨。而线上模式有着更大发展潜力，但要接近实现这一潜力也需消耗很多资源，而后还有其它游戏，尤其是《碧血狂殺2》。結合以上這三个因素，我们不认为對於這個游戏來說，单人游戏的扩展是可能或必要的。

## 评价
本游戏在发行初期由于各种技术问题，导致回响一般。但后期发行的DLC制作精良且免费，因此收获了相对较好的评价，且销量长期在Steam平台居高不下。但PC版本的反作弊打击力度不足，玩家回馈R星客服無法得到正面回應，且誤鎖玩家問題不斷，皆以「最終判決不得申诉」來回復此类玩家。由於上述情形，導致該作於Steam平台的評價两极。

## 现有DLC
- 2015年：古惑跳跳車、權貴天下
- 2016年：亡命鴛鴦、富貴險中求、炫炮特技、狂野飆客、死亡尾流、進出口大亨
- 2017年：軍火走私、走私大暴走、變形狂飆競速、末日搶劫
- 2018年：不夜洛聖都、決戰鬥技場
- 2019年：鑽石賭場度假村、鑽石賭場搶劫
- 2020年：佩里科岛抢劫任务（Cayo Perico Heist）[6]，洛圣都夏日特辑（Los Santos’Summer Special）[7]
- 2021年：合约（The Contract）[8]，洛圣都改装车（Los Santos Tuners）[9]
- 2022年：洛圣都毒品战（Los Santos Drug Wars）[10]，犯罪集团（The Criminal Enterprise）[11]
- 2023年：圣安地列斯雇佣兵（ San Andreas Mercenaries）[12]、赃车店（The Chop Shop）[13]
- 2024年：当当钟农场突袭（The Cluckin’Bell Farm Raid）[14]、油水榨干赏金生意（Bottom Dollar Bounties）[15]、破坏行动探员（Agents of Sabotage）

## 争议

### 加入类似香港示威者的服飾
侠盗猎车手Online在2019年12月12日的更新——《名钻赌场豪劫》中，新增了相关服饰，包括类似香港反對逃犯條例修訂草案運動示威者的装备（黑色防毒面罩和黃色安全帽）。有部分香港玩家在游戏中穿上与示威者相似的服饰，模仿现实中的示威活动。此行为引起中國內地玩家不滿，并招致双方在游戏内外的冲突。

### 外掛問題與大量誤鎖問題
在PC版本中，常常發現有玩家在公開戰局使用外掛，然而Rockstar的反作弊打擊力度不足，玩家回饋Rockstar客服無法得到正面回應，且誤鎖玩家問題不斷，起初Rockstar客服願意協助解鎖，然而在2016年10月12日後，皆以「所有 GTA 線上模式停權以及封鎖的判定皆為最終結果，不得申訴。」來回覆遭到誤鎖的玩家，造成誤鎖的玩家嚴重損失（因遭停權或封鎖將重置所有的金錢與資產）。在2024年9月19日發布的个人电脑線上遊戲版本1.0.3323.0加入BattlEye反作弊功能。

### 圣安地列斯雇傭兵更新改动
侠盗猎车手Online在2023年6月13日发布了大型DLC《圣安地列斯雇傭兵》的更新，此次更新中，Rockstar将游戏内网站189辆车下架，理由是这些车辆较少被使用，删除以简化浏览体验，并称可以在尊荣车业陈列室和名钻赌场转盘等渠道获得载具，并且削弱了天煞和九头蛇的雷射砲射速（仅限自由模式），此举引来部分玩家的不满，有玩家认为下架的载具并不全是冷门车，Rockstar此举是为了让想获取这些载具的玩家购买 GTA+ 会员，提高用户在线时长。也有玩家认为削弱雷射炮射速影响了自由模式玩家之间的对战。该更新还导致玩家制作地图出现Bug，大部分地图都无法正常运行。

### 赌场抢劫任务（Casino Heist Planning）因未知漏洞关闭
2024年6月14日，Rockstar 通过官方 Twitter 帐户“Rockstar Support”宣布“PC 版 GTA Online 存在漏洞，并进行了临时更改以保护玩家”为由关闭赌场抢劫任务。截至目前，尚未拥有游戏厅的PC版玩家无法购买，亦无法進行赌场抢劫的前置任务，游戏显示为“当前不可用”。Rockstar尚未公布解决此问题的时间表。

## 外部連結
- 官方网站（英文）
- 官方网站（简体中文）
- 官方网站（繁體中文）

## 備註
1. ↑  同步于2015年《古惑跳跳车》DLC。
2. ↑  于2017年《末日豪劫》DLC中添加blonded Los Santos 97.8 FM、2018年《不夜城》中添加Los Santos Underground Radio，以及于2019年《名钻赌场豪劫》中添加iFruit Radio。